# مهارت‌های زندگی آیلتس

IELTS Life Skills logo

مهارت‌های زندگی آیلتس یک آزمون زبان انگلیسی می‌باشد که ناظر بر مهارت‌های مکالمه و شنیداری زبان انگلیسی در چارچوب اروپایی مشترک مرجع برای زبان‌ها در سطوح A1، A2 و B1 حین یادگیری آیلتس می‌باشد.
این مدرک جهت درخواست روادید خانواده شخص ساکن، تمدید روادید، ترک نامحدود برای ابقاء یا شهروندی در بریتانیا به کار می‌آید.